# 드래곤 컬렉션
드래곤 컬렉션(일본어:ドラゴンコレクション) (DRAGON COLLECTION)은 GREE에서 배급, 코나미에서 제공하는 소셜 게임이다.